# Gnémasson
Gnémasson est l'un des trois arrondissements de la commune de Péhunco dans le département de l'Atacora au Bénin.

## Géographie
L'arrondissement de Gnémasson est situé au nord-ouest du Bénin et compte 5 villages que sont Bonigourou, Doh, Gnemasson, Sayakrou et Sayakrou Gah.

## Démographie
Selon le recensement de la population de 2013 conduit par l'Institut national de la statistique et de l'analyse économique (INSAE), Gnémasson compte 15140 habitants  .